# Ammanuel Diressa
Ammanuel Gorfu Diressa (Toronto, 5 maggio 1993) è un cestista canadese.

## Carriera
Con il Canada ha disputato i Campionati americani del 2017.